# Виборчий округ 17
Виборчий округ 17 — виборчий округ у Вінницькій області України. В сучасному вигляді був утворений 28 квітня 2012 постановою ЦВК № 82 (до цього моменту існувала інша система виборчих округів). Окружна виборча комісія цього округу розташовується в Палаці культури «Прометей» за адресою: м. Ладижин, вул. Петра Кравчика, 4.
До складу округу входять місто Ладижин, а також Бершадський, Гайсинський, Теплицький і Тростянецький райони. Виборчий округ 17 межує з округом 15 на заході, з округом 18 на півночі, з округом 200 на сході, з округом 101 на південному сході, з округом 137 на півдні та з округом 16 на південному заході. Виборчий округ № 17 складається з виборчих дільниць під номерами 050072-050124, 050193-050218, 050220-050260, 050985-051030, 051129-051135, 051137-051164, 051624-051627 та 051629-051637.

## Народні депутати від округу
| Ім'я                           | Фото | Партія         | Скликання | Дата набуття повноважень | Дата припинення повноважень |
| ------------------------------ | ---- | -------------- | --------- | ------------------------ | --------------------------- |
| Заболотний Григорій Михайлович |      | самовисуванець | 7-ме      | 12 грудня 2012           | 27 листопада 2014           |
| Кучер Микола Іванович          |      | самовисуванець | 8-ме      | 27 листопада 2014        | 29 серпня 2019              |
| Кучер Микола Іванович          |      | самовисуванець | 9-те      | 29 серпня 2019           |                             |

## Результати виборів

### Парламентські

#### 2019
Кандидати-мажоритарники:
- Кучер Микола Іванович (самовисування)
- Коваль Олександр Леонідович (Слуга народу)
- Красніцький Андрій Володимирович (Батьківщина)
- Зарічанський Володимир Анатолійович (самовисування)
- Грамарчук Олександр Леонідович (Європейська Солідарність)
- Пигуля Віктор Миколайович (Опозиційний блок)
- Жилінський Андрій Іванович (самовисування)
- Петришин Богдан Сергійович (самовисування)
- Дадочкін Дмитро Олександрович (самовисування)

#### 2014
Кандидати-мажоритарники:
- Кучер Микола Іванович (самовисування)
- Каленич Павло Євгенійович (Блок Петра Порошенка)
- Марчук Віталій Іванович (Радикальна партія)
- Шостак Юрій-Януарій Васильович (Батьківщина)
- Грицик Володимир Мартіянович (самовисування)
- Сколотяний Василь Андрійович (самовисування)
- Шевчук Руслан Богданович (самовисування)
- Росляков Єгор Валентинович (Опозиційний блок)
- Попенко Ігор Петрович (Блок лівих сил України)

#### 2012
Кандидати-мажоритарники:
- Заболотний Григорій Михайлович (самовисування)
- Кучер Микола Іванович (самовисування)
- Бойдаченко Антон Павлович (самовисування)
- Кирилюк Максим Анатолійович (Комуністична партія України)
- Капітан Олександр Олександрович (Партія регіонів)
- Попенко Ігор Петрович (самовисування)
- Мельник Юрій Іванович (самовисування)
- Волковський Володимир Григорович (самовисування)
- Мальченко Олександр Андрійович (самовисування)
- Чумак Сергій Вікторович (Українська національна асамблея)
- Кольцов Микола Гнатович (самовисування)

## Явка
Явка виборців на окрузі: